# Helena Tornero i Brugués
Helena Tornero i Brugués (Figueres, 31 de juliol de 1973) és autora, directora, professora i traductora de teatre.
Diplomada en Turisme per la Universitat de Girona i llicenciada en direcció i dramatúrgia per l'Institut del Teatre, la seva obra teatral es publica des del 2002.
Nascuda a Figueres per proximitat hospitalària, la primera llar d'Helena Tornero va ser Portbou i, especialment, la seva estació ferroviària. Aquest fet la va marcar fins al punt de declarar que "Avui penso que la meva primera professora de dramatúrgia va ser l'estació de Portbou".
Quan va tornar a Barcelona, va decidir deixar el seu treball estable per iniciar els estudis de direcció i dramatúrgia a l'Institut del Teatre. Va estudiar escriptura teatral amb Toni Cabré, Carles Batlle, Sergi Belbel, Enzo Cormann, José Sanchís Sinisterra, Roland Schimmelpfennig i Rafael Spregelburd.
L'any 2006 la seva obra Babybird queda finalista als Premis Romea i l'any següent, el 2007, assisteix gràcies a una beca al Forum International del Theatertreffen de Berlín.
És autora de diverses obres de teatre com El Vals de la Garrafa (Premi Joan Santamaría 2002), Les Madames (2003) o Submergir-se en l'aigua (Premi SGAE de Teatre Juvenil 2007). També ha escrit novel·les infantils com El lladre de llibres (2005) o ha fet la traducció de textos de Michael Marc Bouchard, Evelyne de la Chenelière o Fabrice Melquiot.
També és l'autora de llibrets operístics. La seva relació amb l'òpera comença l'any 2015 amb 4 Carmen, una òpera sobre el mite de Carmen revisat amb ulls contemporanis, que s'estrenà al Festival de Peralada. També és autora de les òperes DisPLACE i Je suis Narcissiste. DisPLACE és una òpera de cambra amb la gentrificació com a tema principal, produïda per Musiktheatertage Wien, Òpera de Butxaca i Nova Creació de Barcelona. Es va estrenar a Viena l'any 2015. Je suis Narcissiste és una crítica sense embuts del que aparentem ser però no som a través de l'humor negre. Aquesta òpera bufa amb música de Raquel García-Tomás es va estrenar el març de 2019 al Teatro Español de Madrid i al Teatre Lliure de Barcelona, una coproducció amb el Teatro Español, el Teatro Real i el Lliure.
L'any 2016 és una de les fundadores del Projecte Paramythádes, un projecte artístic (tallers de dansa, teatre i música) adreçat a nens i adolescents refugiats amb l'objectiu d'oferir-los un espai de llibertat, expressió i creació. D'aquest projecte sorgirà l'obra Kalimat.
El 2019 presenta la seva última obra El futur, al Teatre Nacional de Catalunya, una obra inclosa dins el projecte Club de Lectura "Llegir el teatre" gestionat pel Teatre Nacional de Catalunya juntament amb les Biblioteques Públiques de Catalunya.